# Sphyrna gilberti
Espèce
Sphyrna gilberti, communément appelé le Requin-marteau de Caroline, est une espèce de requins de la famille de Sphyrnidae. Il s'agit d'une espèce cryptique du requin-marteau halicorne (Sphyrna lewini), récemment décrite par l'équipe de Joseph M. Quattro (d) en 2013. Comme toutes les espèces de cette famille, il est facilement distinguable à la forme de sa tête très aplatie et portant les yeux sur le côté.

## Description
Actuellement, seuls des spécimens juvéniles ont été étudiés, si bien que sa taille adulte maximale demeure inconnue. Cependant, il a été noté que les spécimens de S. gilberti ont une taille moyenne inférieure à ceux de S. lewini : 397 mm pour les premiers contre 451 mm pour les seconds.
Plusieurs caractères de diagnose ont pu être également déterminés : une tête plus longue de 20% par rapport à S. lewini, un céphalofoil possédant un retrait médian, la présence d'un sillon nasal interne, une nageoire pelvienne avec des marges arrière droites et enfin un nombre de vertèbres précaudales compris entre 83 et 91. L’ontogenèse pouvant influer grandement sur le développement du chondrocrâne, seul le nombre de vertèbres précaudales permet de différencier S. gilberti et S. lewini.
Les spécimens capturés arborent une coloration gris-brun sur le dos et blanche sur le ventre. Les pointes des nageoires sont majoritairement blanches-grises. Le lobe inférieure de la nageoire caudale est sombre et son extrémité est noire.

## Habitat
Ce requin-marteau a pour le moment été observé uniquement le long des côtes de Caroline du Nord et du Sud, d'où son nom. Cependant, certaines données laissent penser qu'il y en aurait également à l'ouest de l'Atlantique Sud.

## Taxonomie
Le nom de l'espèce, gilberti, a été donné en l'hommage de Carter R. Gilbert qui fut le premier, en 1967, à noter une nette différence dans le nombre de vertèbres précaudales de certains spécimens de Sphyrna lewini. Le nom vernaculaire, Requin marteau de Caroline, a été donné quant à lui par rapport à la région où les spécimens ont été observés.